# Fausto Cossu
Fausto Cossu (Tempio Pausania, 25 maggio 1914 – Piacenza, 16 aprile 2005) è stato un carabiniere e partigiano italiano, comandante della 1ª divisione Piacenza delle Brigate Giustizia e Libertà.

## Biografia
Fausto Cossu nacque a Tempio Pausania, in Sardegna, il 25 maggio 1914. Entrato nei Carabinieri dopo aver conseguito la laurea in giurisprudenza, raggiunse il grado di tenente e nel 1942 prese parte alle operazioni dell'esercito italiano in Jugoslavia. Dopo l'armistizio il tenente Cossu, caduto in mano ai tedeschi, fu deportato a Zagabria e poi a Kaisersteinbruch, in Austria.
Riuscito a fuggire, nel gennaio 1944 raggiunse la località di Alzanese, nel comune di Piozzano, nelle montagne piacentine insieme ad un piccolo gruppo di carabinieri, in prevalenza sardi, organizzando una formazione autonoma della Resistenza che chiamò "Compagnia Carabinieri Patrioti”. Secondo altre testimonianze, invece, l'effettiva nascita della formazione partigiana agli ordini di Cossu avvenne all'inizio del mese di giugno.
Il 5 giugno 1944 la banda di Cossu fu protagonista dell'esecuzione della condanna a morte, precedentemente deliberata dal consiglio di guerra della formazione, di quattro partigiani membri della banda Piccoli, tra i quali Giovanni Molinari, comandante della formazione che prendeva la sua denominazione dal suo nome di battaglia con l'accusa di essersi dati al banditismo e aver compiuto razzie e violenze ai danni della popolazione locale. Per questo fatto Cossu venne denunciato al termine del conflitto da parte di alcuni parenti dei fucilati: nel luglio 1946 il tribunale militare di Torino sancì il proscioglimento di Cossu dalle accuse giudicando la condanna a morte motivata da "ragioni superiori e di interesse generale" e che l'azione di Cossu fosse avvenuta "nei suoi poteri di comandante militare sul campo di battaglia".

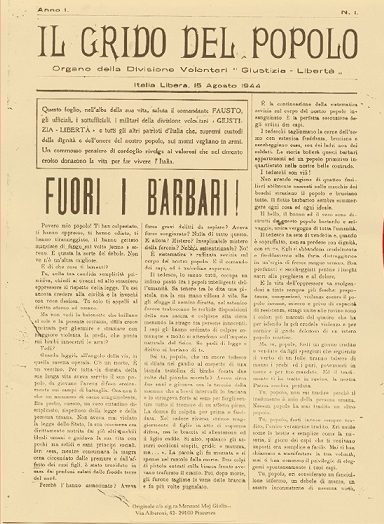
Il Grido del Popolo, edizione del 15 agosto 1944 n.1

Grazie alle numerose adesioni, in luglio la formazione divenne brigata e in agosto una divisione formata da sei brigate, inizialmente chiamata "Giustizia e Libertà" e successivamente ribattezzata "Divisione Piacenza", la quale fu la formazione numericamente più forte del Piacentino, arrivando a contare, nell'ottobre 1944 su un totale di circa 4 000 uomini suddivisi in 11 brigate e 3 distaccamenti autonomi. Ne faceva parte, al comando della 3ª brigata, il brigadiere Alberto Araldi, conosciuto con il nome di battaglia di Paolo, fucilato dai fascisti nel gennaio del 1945.
Il 7 luglio 1944 entrò a Bobbio, già parzialmente evacuata dalla gran parte dei contingenti tedesco e repubblichino a seguito della conquista partigiana del vicino centro di Coli, con i suoi uomini e con i partigiani della divisione "Cichero": nacque così la Repubblica di Bobbio, che si estendeva su un territorio montuoso particolarmente ampio tra più vallate a cavallo tra le province di Piacenza, Genova e Pavia. Il territorio liberato venne diviso in due porzioni autonome: la zona A sottoposta al controllo delle forze di Cossu e la zona B estesa a sud di San Salvatore, posta sotto la giurisdizione della formazione Cichero guidata da Aldo Gastaldi detto Bisagno. Durante il periodo della Bobbio liberata, la brigata di Cossu si occupò tra le altre cose della stampa del giornale Il grido del popolo.
Il 28 aprile 1945 le formazioni di Cossu entrarono a Piacenza, sancendo la definitiva liberazione della città, a seguito di ciò gli americani lo decorarono della "Bronze Star". Il 30 aprile 1945 fu nominato questore della città, il primo dopo la liberazione, da parte del Comitato di Liberazione Nazionale, mantenendo la carica fino al 17 maggio seguente, quando fu rimpiazzato dal funzionario di polizia Giuseppe Salazar, inviato a tal proposito dal comando delle forze alleate di Roma.
Dopo la conclusione del conflitto, congedatosi dall'Arma dei Carabinieri col grado di maggiore e stabilitosi definitivamente a Piacenza, svolse la professione di avvocato. Nel 1999 il comune di Piacenza gli assegnò una medaglia d'oro di benemerenza. Per diversi anni fece anche parte del collegio dei probiviri della Banca di Piacenza.
Malato già da qualche anno, Fausto Cossu morì a Piacenza il 16 aprile 2005.